# Allée Sœur-Emmanuelle
L'allée Sœur-Emmanuelle est une voie piétonnière du 6e arrondissement de Paris.

## Situation et accès
L'allée Sœur-Emmanuelle est une voie publique située dans le 6e arrondissement de Paris.
La voie, piétonnière et aménagée en rambla, se trouve sur le boulevard Raspail, entre la rue Stanislas et la rue Vavin. Elle prolonge, vers le sud, l'allée Claude-Cahun-Marcel-Moore.
L'accès se fait en métro par la station Notre-Dame-des-Champs.

## Origine du nom

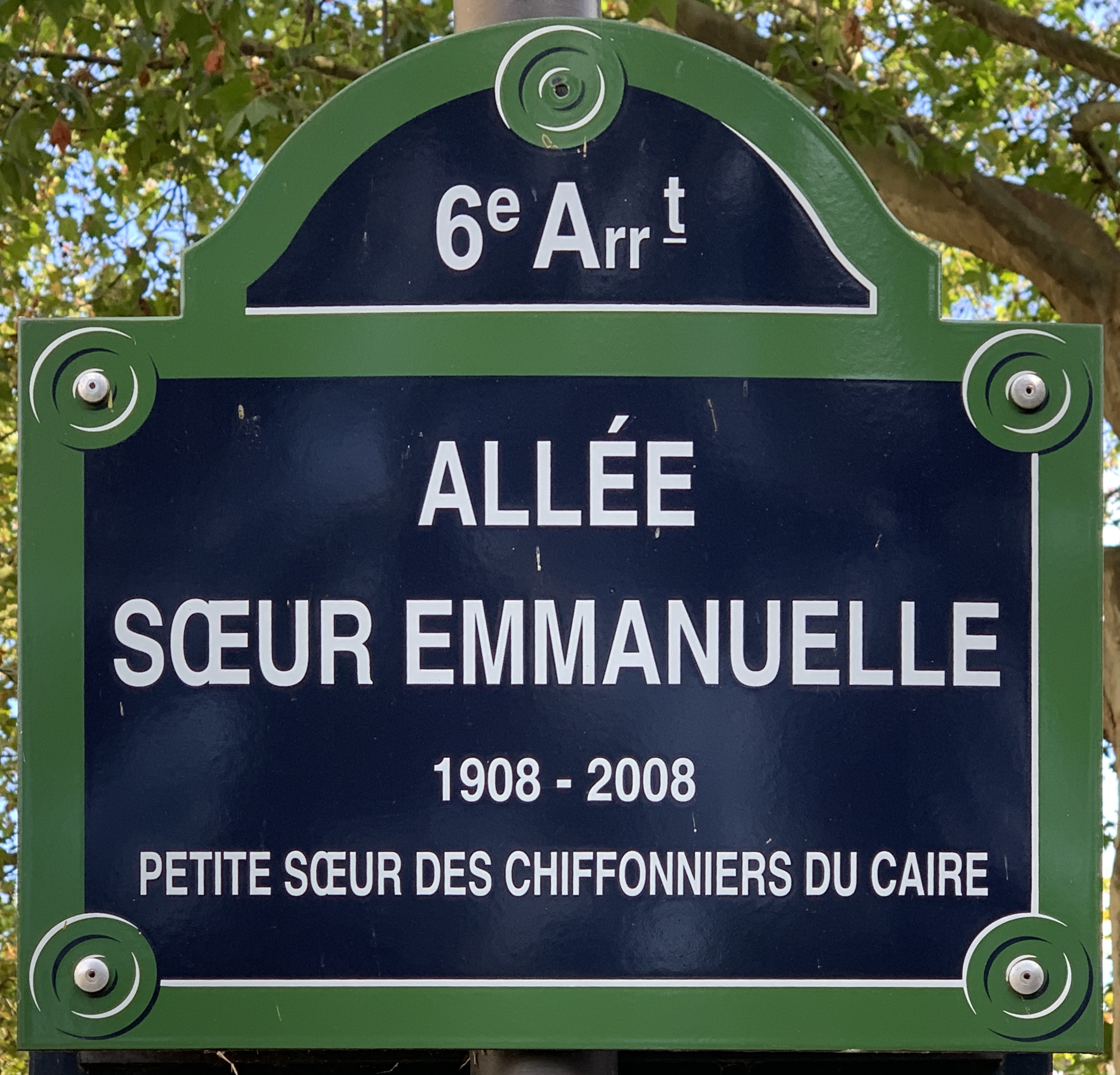
Plaque de l'allée.

Elle doit son nom à Sœur Emmanuelle, née Madeleine Cinquin le 16 novembre 1908 à Bruxelles (Belgique) et morte le 20 octobre 2008 à Callian (Var, France), militante des droits de l'Homme belge, dont la congrégation de Notre-Dame de Sion, où elle a entamé sa carrière, se situe à proximité de l'allée.

## Historique
L'allée a pris sa dénomination en 2018 sur décision du Conseil de Paris.